# Instinct (album, Iggy Pop)
Instinct je sólové studiové album amerického zpěváka Iggyho Popa. Vydáno bylo 20. června roku 1988 společností A&M Records. Jeho producentem byl Bill Laswell. Na kytaru na desce hrál Steve Jones ze skupiny Sex Pistols, který je rovněž spoluautorem několika písní z alba.

## Seznam skladeb
| Pořadí | Název           | Autor            | Délka |
| ------ | --------------- | ---------------- | ----- |
| 1.     | Cold Metal      | Iggy Pop         | 3:27  |
| 2.     | High on You     | Pop              | 4:48  |
| 3.     | Strong Girl     | Pop, Steve Jones | 5:04  |
| 4.     | Tom Tom         | Pop              | 3:17  |
| 5.     | Easy Rider      | Pop, Jones       | 4:54  |
| 6.     | Power & Freedom | Pop, Jones       | 3:53  |
| 7.     | Lowdown         | Pop              | 4:30  |
| 8.     | Instinct        | Pop              | 4:12  |
| 9.     | Tuff Baby       | Pop              | 4:27  |
| 10.    | Squarehead      | Pop, Jones       | 5:06  |

## Obsazení
- Iggy Pop – zpěv
- Steve Jones – kytara
- Seamus Beaghen – klávesy
- Leigh Foxx – baskytara
- Paul Garisto – bicí
- Jeff Bova – programování
- Nicky Skopelitis – programování